# The Carphone Warehouse Group

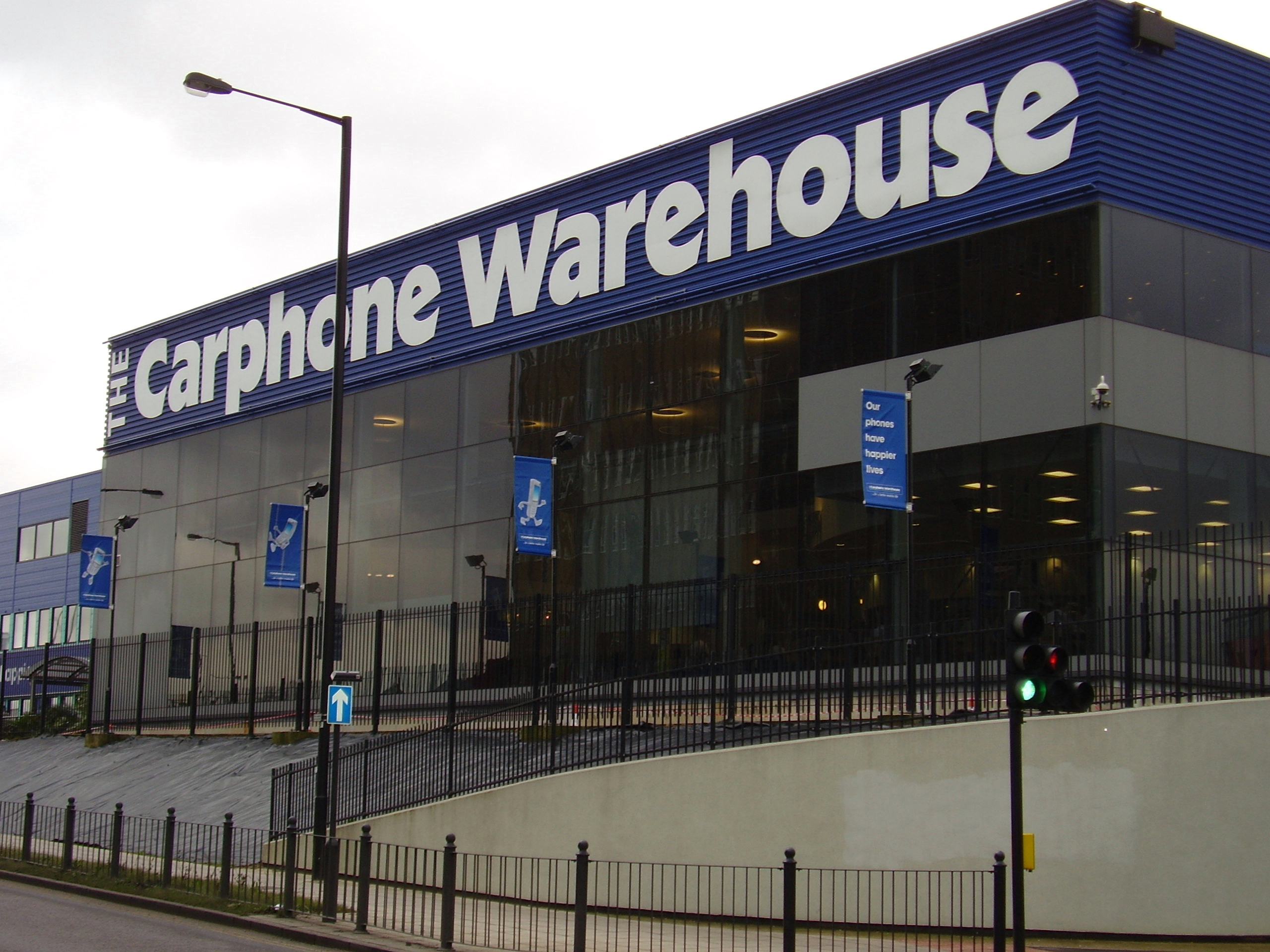
Carphone Warehouse Office

The Carphone Warehouse Group PLC  war ein britisches Unternehmen mit Hauptsitz in London und seit 2007 im Aktienindex FTSE 100 an der Londoner Börse gelistet.
Es wurde 1989 von Charles Dunstone in London gegründet und war mit über 2.400 Geschäften der weltweit größte unabhängige Filialist für Telekommunikation. In Großbritannien unterhielt The Carphone Warehouse einen Marktanteil von über 20 Prozent. Europaweit lag der Marktanteil bei rund 6 Prozent. Jährlich verkaufte The Carphone Warehouse mehr als 14 Millionen Mobilfunktelefone.
Der Konzern war mit über 20.000 Mitarbeitern in zehn europäischen Ländern und den USA vertreten. Auf dem europäischen Festland firmierte die Carphone Warehouse-Gruppe unter dem Markennamen The Phone House, Tochtergesellschaft in Deutschland war die The Phone House Telecom GmbH. In den USA trat das Unternehmen unter dem Markennamen Best Buy mobile auf. In Großbritannien gehörte The Carphone Warehouse unter anderem die Tochtergesellschaft TalkTalk Telecom Limited, in der Schweiz TalkTalkMobile im Sunrise Communications-Netz. Im Mai 2008 gaben Carphone Warehouse und Best Buy die Gründung des Gemeinschaftsunternehmens Best Buy International Ltd. bekannt, an dem beide Seiten je 50 Prozent halten werden. Das Gemeinschaftsunternehmen, das dann 2.400 Filialen in neun europäischen Ländern betreibt, sollte in Europa ab 2009 auch Best-Buy-Läden eröffnen.
Am 29. März 2010 spaltete sich das Unternehmen in zwei börsennotierte Gesellschaften auf, der Einzelhandel mit Mobiltelefonen wurde bis 2022 unter dem alten Namen Carphone Warehouse Group PLC weitergeführt, der Geschäftsbereich Breitbandkommunikation firmierte unter TalkTalk Telecom Group PLC. Das Unternehmen Carphone Warehouse Group PLC fusionierte dann per 7. August 2014 mit Dixons Retail zu Dixons Carphone, heute bekannt als Currys PLC. Heute ist Carphone Warehouse nur noch ein Markenname. 